# Физическая антропология в России
Физическая антропология в России зародилась в начале XVIII века. Основанная Петром I Кунсткамера была первым российским музеем, в котором важное место заняли анатомические препараты, а также препараты различных уродств.

## Развитие антропологии вРоссийской империи
Основы для развития анатомии человека в России заложили труды А. П. Протасова, С. Г. Забелина, Александра Шумлянского и других. В XVIII веке была организована Великая Северная экспедиция (1733—43), причём в инструкции, которую составил участник экспедиции Герард Миллер, была подробно разработана антропологическая программа. Ценные антропологические сведения о народах Сибири и Дальнего Востока были собраны Степаном Крашенинниковым (1755), а также участниками академической экспедиции под руководством Петера Палласа (1768—1774). В начале XIX века русские мореплаватели и исследователи проделали более 30 кругосветных путешествий, которые обогатили науку этнографическими и антропологическими сведениями о многих народах мира.
Произведением, касающимся проблемы места человека в природе, явился трактат Александра Радищева «О человеке, о его смертности и бессмертии», написанный в 1792—96 в Илимской ссылке. В XIX в. выдающееся значение имели антропологические работы К. М. Бэра, пополнившего краниологические коллекции анатомического кабинета Петербургской АН, много сделавшего для обоснования теории моногенетического происхождения человеческих рас, усовершенствовавшего методику измерения черепов. Бэр содействовал также развитию антропологии, включив в программу основанного в 1845 году Географического общества этнографические и антропологические исследования.
Большую роль в развитии антропологии сыграли революционные демократы, в особенности Н. Г. Чернышевский, пропагандой материализма и обоснованием идеи о том, что различия в культуре народов возникли вследствие разных исторических судеб народов, а не их расовой принадлежности. Большой вклад в антропологию был сделан Н. Н. Миклухо-Маклаем, главным образом исследованиями расового состава и культуры папуасов и других народов Океании, а также научным обоснованием теории монофилетического происхождения человечества. Он первым из российских антропологов обосновал идею равенства человеческих рас.
Основателем антропологической школы в Московском университете, оказавшей огромное влияние на развитие антропологии в России, был профессор зоологии А. П. Богданов. В 1864 году им был основан Антропологический отдел при «обществе любителей естествознания», ставший центром расовых и других антропологических исследований, где активно работали К. Н. Иков, Н. А. Янчук и др. В 1879 году Богданов организовал в Москве Антропологическую выставку, получившую международное признание. Её коллекции составили основу Музея антропологии Московского университета. Преемником Богданова был Д. Н. Анучин, соединивший в своих исследованиях антропологию, этнографию, археологию и географию. В 1919 году он, при содействии В. В. Бунака, основал в Московском университете кафедру антропологии, а в 1922 — институт антропологии. Бунаку принадлежит значительная роль в развитии всех разделов антропологии в СССР.

## Развитие антропологии в СССР
Для советской антропологии характерны огромный размах исследований во многих её разделах, планирование работ, разработка унифицированных методов. В области учения об антропогенезе, этнической антропологии и морфологии человека были накоплены большие материалы и сделаны крупные теоретические обобщения. В области антропогенеза изучалась сравнительная анатомия разных органов человека и обезьян. Были выяснены основные направления развития мозга приматов и специфические черты строения мозга человека в связи с формированием его трудовой и речевой деятельности (Ю. Г. Шевченко и др.). Ряд исследований посвящён эволюции и строению руки (Е. И. Данилова). Изучались соотношения онтогении человека и его филогении, причём подтверждены применительно к антропологическому материалу основные положения теории филэмбриогенезов А. Н. Северцова. Сделаны важные открытия ископаемых низших узконосых обезьян на юге Восточной Европы и остатков зубов человекообразной обезьяны третичного периода на Кавказе. Особое значение имеют находки костных остатков мустьерских людей в гроте Киик-Коба в Крыму (Г. А. Бонч-Осмоловский, 1924), в гроте Тешик-Таш в Средней Азии (А. П. Окладников, 1938) и в гроте Староселье в Крыму (А. А. Формозов, 1953), а также коренного зуба мустьерского человека в пещере Джручула на Кавказе (Л. К. Габуния и др., 1961). На основании этих и других многочисленных фактических данных построена стадиальная теория человеческой эволюции, а также освещены проблемы систематики и генеалогии человека, строения и образа жизни его ближайших предков, прародины человека, темпов, факторов и явлений неравномерности в его эволюции (М. С. Войно, М. А. Гремяцкий, Г. Ф. Дебец, В. И. Кочеткова, М. Ф. Нестурх, Я. Я. Рогинский, М. И. Урысон, Хрисанфова Е. Н., В. П. Якимов и др.).
В разделе расоведения большое значение имели систематические сборы антропологического материала, охватившие почти всю территорию СССР. Эти данные позволили разрешить вопросы о происхождении и формировании многих народов СССР путём использования современного и ископаемого материала в качестве исторического источника. Подвергнуто анализу само понятие «человеческая раса», а также степень динамичности и стабильности расы, соотношение расы и конституции, разнообразные методы расового анализа (М. С. Акимова, В. П. Алексеев, В. В. Бунак, И. И. Гохман, В. В. Гинзбург, Г. Ф. Дебец, Т. С. Кондукторова, М. Г. Левин, Н. С. Розов, Т. А. Трофимова, Н. Н. Чебоксаров, А. И. Ярхо и др.). Значительное место заняли работы по возрастной изменчивости расовых признаков у детей (Н. Н. Миклашевская) и у взрослых (А. И. Ярхо, Г. Л. Хить). Резко усилились исследования в области популяционной генетики на соматических и серологических материалах (Ю. Г. Рычков). Сделаны обобщения, касающиеся систематики, взаимного родства и происхождения человеческих рас.
В области морфологии человека разрабатывалось учение о физическом развитии, пропорциях тела, конституции, связях размеров тела между собой, закономерности роста (в частности, о периодизации этого процесса и неравномерности роста отдельных сегментов тела), о методах антропометрии (Д. И. Арон, В. В. Бунак, П. Н. Башкиров, П. И. Зенкевич, А. А. Малиновский, В. Г. Штефко, А. И. Ярхо и др.). Расширилось изучение связей морфологических особенностей с функциональными (Т. И. Алексеева и др.). Подробно изучалась дерматоглифика (М. В. Волоцкой, Т. Д. Гладкова, П. С. Семеновский). Расовые и половые особенности в строении зубов изучал А. А. Зубов.
Советские антропологи произвели обширные исследования по актуальной проблеме акселерации, то есть наблюдаемого почти повсеместно ускорения роста и физиологического развития детей (В. Г. Властовский, В. С. Соловьёва).
Изучались вопросы о применении математических методов к разрешению антропологических задач, например таких, как установление закономерностей изменчивости признаков и их сочетаний, анализ факторов внутригрупповых вариаций, изучение меры соответствия распределения измерительных признаков нормальной кривой, анализ межгрупповой изменчивости, в частности установление реальности различий между группами людей, территориальными, профессиональными и др. (М. В. Игнатьев, Ю. С. Куршакова, А. В. Пугачёва, В. П. Чтецов и др.).
Выводы получили применение в промышленности: позволили построить антропологические стандарты для предметов одежды, для обуви, головных уборов, перчаток, сидений в автобусах, вагонах, школьных парт и др.
Непосредственную пользу оказывают данные антропологии в судебной медицине, в частности для т. н. словесных портретов, для составления таблиц, позволяющих с большей или меньшей вероятностью определить пол, возраст и расовую принадлежность костных остатков. Антропогенетика нашла применение при решении спорного отцовства.
Помимо Московского университета, где есть специальный Научно-исследовательский институт антропологии и где на кафедре антропологии биологического факультета готовили кадры специалистов-антропологов, исследования по антропологии в СССР велись в различных лабораториях, в институтах АН, в университетах и других учреждениях Ленинграда, Киева, Тбилиси, Тарту, Риги, Томска и др. Особо следует отметить развитие антропологии в союзных республиках: Грузинской ССР (М. Г. Абдушелишвили), Казахской ССР (О. Исмагулов), Узбекской ССР (Л. В. Ошанин, В. Я. Зезенкова, К. Наджимов), Украинской ССР (Л. П. Николаев, В. Д. Дяченко), Эстонской ССР (Ю. М. Ауль, К. Ю. Марк).